# Hemera Dorsa
Hemera Dorsa zijn lage heuvelruggen op de planeet Venus. De Hemera Dorsa werden in 1985 genoemd naar Hemera, de goddelijke personificatie van de dag in de Griekse mythologie.
De richels hebben een lengte van 587 kilometer en bevinden zich ten westen van Kawelu Planitia in de quadrangles Metis Mons (V-6) en Kawelu Planitia (V-16).